# Integratron
L'Integratron est un bâtiment situé à Landers, dans le désert des Mojaves en Californie, construit par l'ufologue George Van Tassel sur des plans que des extraterrestres lui auraient, selon ses dires, transmis lors de rencontres télépathiques et physiques. 
Le bâtiment a une coupole d'une hauteur de 38 pieds (11,6 m) et d'un diamètre de 55 pieds (16,8 m). Van Tassel affirmait que l'Integratron était capable de faire rajeunir, produire de l'anti-gravité et permettait le voyage dans le temps. La structure se trouve à Landers, en Californie, près de Joshua Tree). Van Tassel dit avoir suivi les instructions fournies directement par des visiteurs de la planète Vénus.
Après la mort de Van Tassel en 1978, le bâtiment connaît une série de propriétaires et est laissé dans un état de délabrement avant que les sœurs Karl ne l'achètent au début des années 2000. Les sœurs promeuvent l'Integratron comme une « structure acoustiquement parfaite », et y organisent des visites.

## Description et histoire

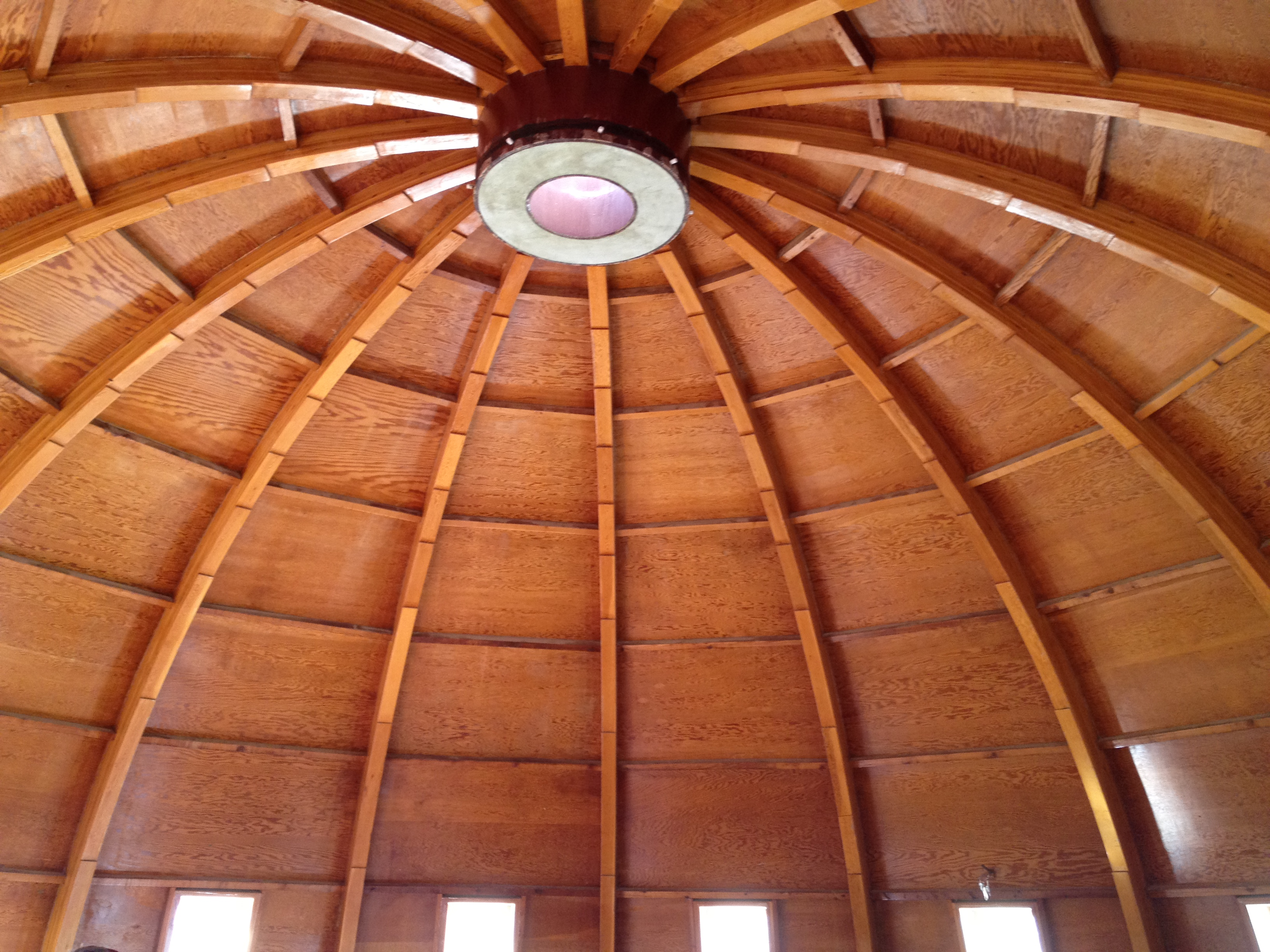
Plafond de l'Intégratron, janvier 2012.

George Van Tassel est un ancien mécanicien de l'aéronautique et inspecteur de vol installé dans le désert des Mojaves en Californie pour exploiter un aéroport et une auberge. Là-bas, il pratique la méditation sous le bloc de roche Giant Rock, que les Amérindiens de la région considéraient comme sacré. En août 1953, Van Tassel affirme avoir été contacté, par télépathie puis plus tard en personne, par des personnes de l'espace qui lui ont fourni une technologie pour rajeunir les tissus cellulaires humains. Agissant sur ces instructions, Van Tassel commence la construction de l'Integratron en 1954. Les coûts de construction sont en partie payés par une série annuelle de conventions OVNI couronnées de succès, les Giant Rock Spacecraft Conventions, qui se poursuivent pendant près de 25 ans, ainsi que par des fonds de Howard Hughes,. La structure principale est achevée vers 1959, mais Van Tassel a continué à travailler sur l'appareil jusqu'à sa mort soudaine en 1978.
Selon Van Tassel, le fonctionnement de l'Integratron repose sur la génération de « champs magnétiques intermittents » puissants entraînant la génération de plasma sous la forme d'un effet corona et d'une ionisation négative de l'air à l'intérieur du bâtiment. L'Integratron serait basé sur l'oscillateur à ondes multiples, inventé par Georges Lakhovsky. Van Tassel affirme que les cellules humaines « rajeunissent » à l'intérieur de la structure. Il soutient aussi que l'Integratron est intentionnellement construit au sommet d'une puissante anomalie géomagnétique et que sa construction est entièrement constituée de matériaux non ferromagnétiques, l'équivalent d'un radôme moderne.
Après la mort de Van Tassel, on songe à reconvertir le bâtiment en discothèque mais le projet n'aboutit pas. Les nouveaux propriétaires de l'Integratron l'exploitent comme une attraction touristique et proposent des « bains sonores » où des groupes de personnes sont « exposés à des fréquences sonores harmoniques » produites par des bols de quartz, censés avoir un effet calmant profond. Selon l'un des docents de la structure, l'Integratron est une « chambre acoustique parfaite »,.
L'Integratron est ajouté au registre national des lieux historiques en avril 2018.